# Legenda o żelaznym wilku

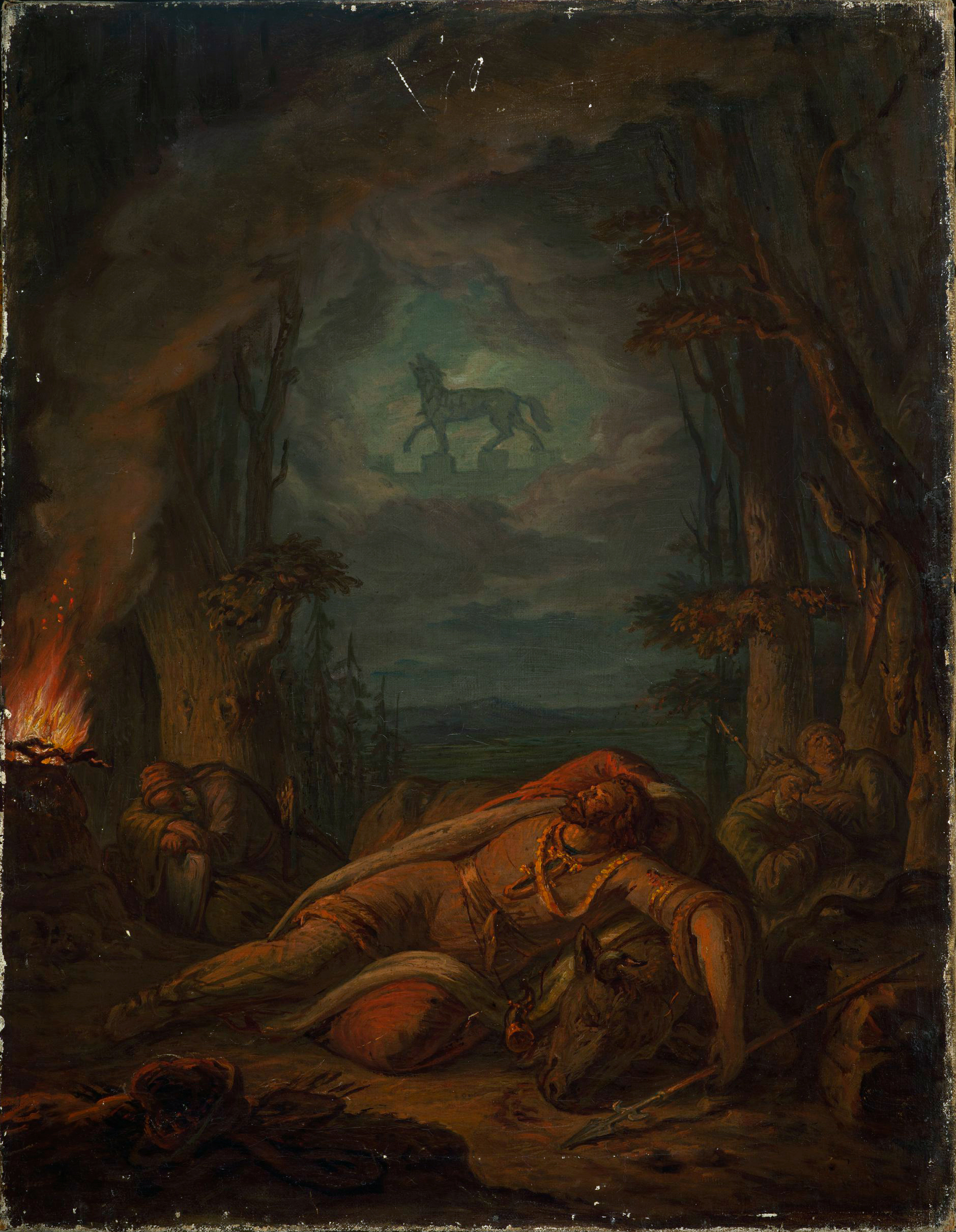
Sen Giedymina – obraz Aleksandra Lessera

Legenda o żelaznym wilku – litewska legenda opowiadająca o założeniu Wilna przez wielkiego księcia Giedymina.

## Treść
Według legendy wielki książę Giedymin wyjechał zapolować na tury w rejon doliny Szwentoroga, w okolice ujścia rzeki Wilejki. Zmęczony Giedymin postanowił spędzić tam noc. Przyśnił mu się wtedy żelazny wilk, który wył z mocą stu wilków. Kriwe Giedymina, Lizdejko, wytłumaczył księciu, że żelazny wilk ma oznaczać to, iż w tym miejscu powstanie gród stołeczny, a jego wycie ma symbolizować przyszłą sławę miasta. W miejscu snu Giedymina miało wkrótce powstać miasto Wilno - władca nakazał budowę zamku na szczycie góry, na której upolował tura.
Zdaniem części badaczy historia nawiązuje do legendy o założeniu Rzymu i została stworzona w nurcie opowieści o rzymskich korzeniach litewskiej szlachty.

## W literaturze

Logo Zmechanizowanej Brygady Piechoty „Żelazny Wilk”

Opowieść o żelaznym wilku została zawarta w Kronice Bychowca. Legendarną historię przytacza Adam Mickiewicz w księdze czwartej Pana Tadeusza.

## Upamiętnienie
- Żelazny wilk znajduje się w nazwie oraz na odznace (na odznace wraz z krzyżem jagiellońskim) litewskiej Zmechanizowanej Brygady Piechoty „Żelazny Wilk”(inne języki)[6].
- Żelazny Wilk (lit. Geležinis Vilkas, pełna nazwa Związek Żelazny Wilk) to nazwa litewskiej skrajnie prawicowej organizacji paramilitarnej działającej w dwudziestoleciu międzywojennym[3].